# The Pilgrimage
The Pilgrimage ist das sechste Studioalbum des US-amerikanischen Rappers und Wu-Tang-Clan-Mitglieds Cappadonna. Es wurde am 15. November 2011 über die Labels Chamber Musik und Fat Beats Records veröffentlicht. Auf dem Album sind unter anderem Gastrapper wie Inspectah Deck und Killa Black vertreten.

## Hintergrund
In einem Interview mit HipHopDX im November des Jahres 2011 antwortete Cappadonna auf die Frage, warum er bei The Pilgrimage wie „wiederbelebt“ und im „Pillage-Modus“ klinge (The Pillage ist Cappadonnas erstes und bisher erfolgreichstes Album) klinge, dass er stets selbstkritisch ist, dass Fans aber noch kritischer sein können. Er habe bei The Pilgrimage jedoch nichts anders als sonst und auf die gleiche Art Musik gemacht, wie er es immer tut. Er gebe immer sein bestes und hoffe, dass man sich auch nach einigen Jahren noch an The Pilgrimage erinnern wird.
Vom Wu-Tang-Clan ist auf The Pilgrimage nur Inspectah Deck vertreten. Dies sei, laut Cappadonna, dem Umstand geschuldet, dass Inspectah Deck am öftesten in der „Hood“ (in den sozialen Brennpunkten) anzutreffen sei, in der auch Cappadonna sich nach wie vor oft aufhält. Ihn und Inspectah Deck würde, so Cappadonna weiter, die Liebe zu der Hood verbinden, sie würden nie vergessen, wo sie herkämen.

## Titelliste
| #   | Titel                                                 | Länge |
| --- | ----------------------------------------------------- | ----- |
| 1.  | A-Alike B-Alike C-Alike                               | 3:33  |
| 2.  | Dart Imports                                          | 2:40  |
| 3.  | Energy Guard                                          | 3:10  |
| 4.  | Hoody Hoodpecker (feat. Matlock & Killa Black)        | 3:47  |
| 5.  | Good Wine (feat. Chedda Bang)                         | 2:08  |
| 6.  | Put God First (feat. Solomon Childs & Inspectah Deck) | 4:03  |
| 7.  | Hold On                                               | 2:58  |
| 8.  | Honey’s Look Good (feat. Inspectah Deck)              | 4:12  |
| 9.  | For You (feat. Killa Black)                           | 4:05  |
| 10. | Friendemies (feat. Chedda Bang)                       | 3:59  |
| 11. | Can’t Believe It’s Him                                | 4:31  |
| 12. | Cuban Link Kings                                      | 3:36  |
| 13. | Trials & Tribulations (feat. Killa Black & Elite)     | 2:56  |

## Kritik
Kailyn Brown von HipHopSite.com lobte Cappadonnas Leidenschaft und Energie, mit der er über seine Lebenserfahrungen rappt. Wer jedoch den typischen „Wu-Tang-Sound“ wie auf The Pillage suche, der würde hier enttäuscht werden, den gäbe es hier nicht, da das Album nicht von RZA oder von anderen Wu-Tang-Clan-Rappern produziert worden ist. Die Gastrapper seien nicht schlecht, doch neben Cappadonna blieben sie blass. Brown hob die Lieder Dart Imports, Good Wine, Put God First, For You, Can’t Believe It’s Him und Cuban Link Kings hervor. Letzteres klinge nach dem Wu-Tang-Sound aus deren Anfangszeiten, welches Fans vermisst hätten.